# Majovszky Pál

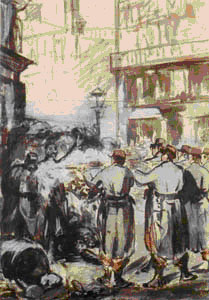
Majovszky Pál gyűjteményéből
Édouard Manet: Barikád

Majovszky Pál (Besztercebánya, 1871. június 23. – Budapest, 1935. december 13.) magyar műgyűjtő, újságíró. A Magyar Művészet c. folyóirat első szerkesztője.

## Élete, munkássága
A vallás- és közoktatásügyi minisztérium művészeti ügyosztályának munkatársa, majd vezetője volt 1894–1917-ig. 1917-ben nyugdíjazását kérte.  Mint a művészeti osztály munkatársa és vezetője sokat tett a nagybányai művésztelep képzőművészeinek elismertetéséért, köztük Szinyei Merse Pál, Ferenczy Károly. Támogatta az új stílustörekvések képviselőit, tagja lett a Szinyei Merse Pál Társaságnak. 1925–34 között szerkesztette a Magyar Művészet című képzőművészeti folyóiratot, mely a két világháború közti időben a képzőművészeti élet egyik központja, iránymutatója volt.
Mint műgyűjtő életének korai szakaszában keleti szőnyegeket, kerámiákat, kortárs magyar és skandináv festményeket gyűjtött, de 1908-tól a 19. századi európai, elsősorban a francia rajzművészet anyagának gyűjtését tűzte ki célul. A francia rajz- és akvarellművészet emlékeiből mintegy kétszáz darabos gyűjteményt hozott létre, amelyet még életében, 1934-ben a Szépművészeti Múzeum grafikai osztályának ajándékozott, sőt metszet- és modern rajzgyűjteményét szintén a múzeumnak adományozta. Nagyon értékes az általa felgyűjtött 19. századi anyag, amelyben  Eugène Delacroix,  Auguste Rodin, Édouard Manet, Paul Cezanne, Corot, Courbet, Daumier, Degas, Paul Signac, Henri de Toulouse-Lautrec, van Gogh  rajzok is találhatók. Igyekezett minden stílusirányzatból megszerezni egy-egy darabot.

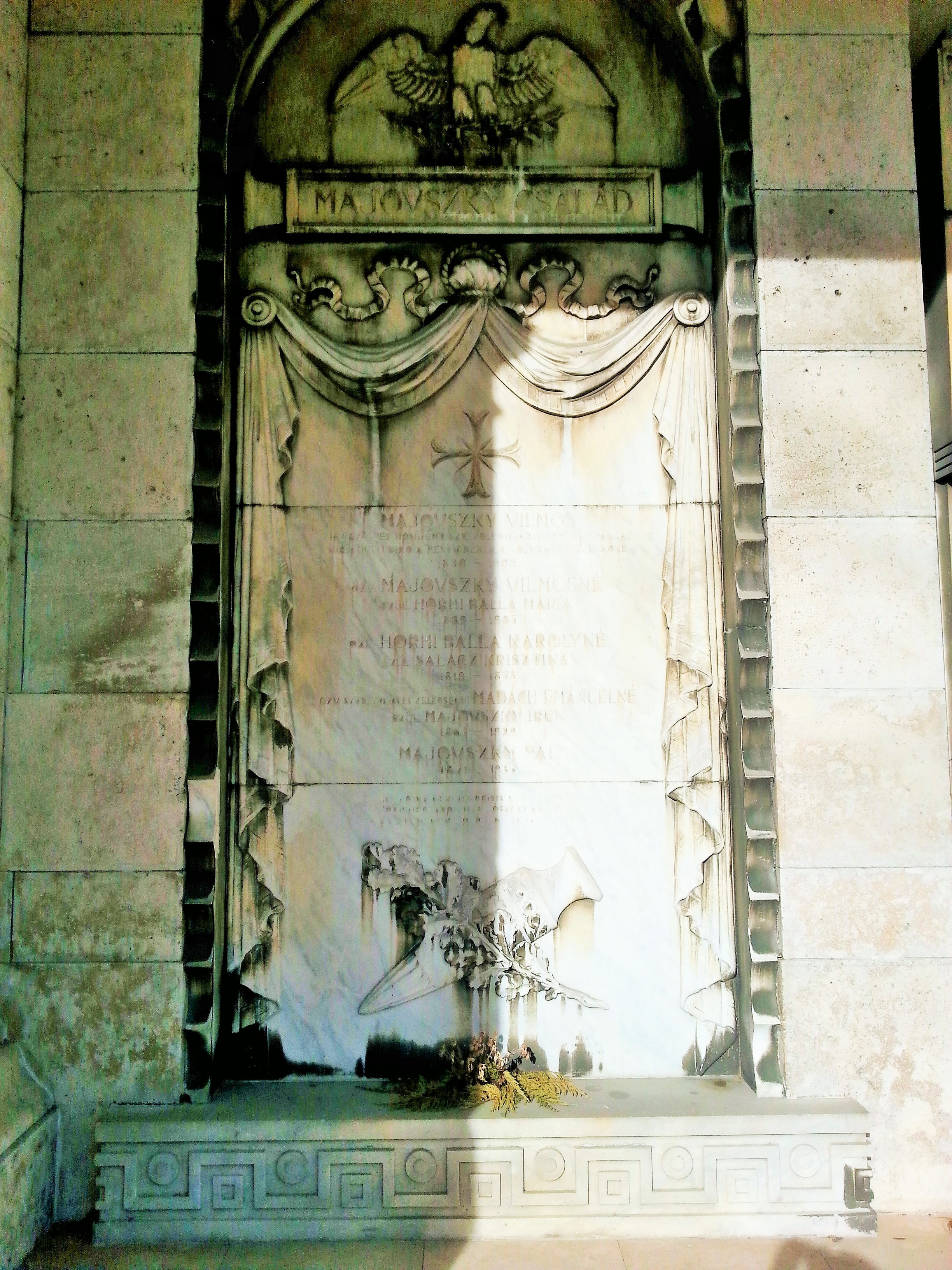
A Majovszky család síremléke a Fiumei úti sírkertben, (Árkádsor: bal oldal-5.) Hikisch Rezső és a Seenger-műhely alkotása.

## Társasági tagság
- Szinyei Merse Pál Társaság